# ТЕС Сойо
6°14′1.4″ пд. ш. 12°22′28.1″ сх. д. / 6.233722° пд. ш. 12.374472° сх. д.
ТЕС Сойо — теплова електростанція в Анголі, розташована на північному заході країни біля міста Сойо (знаходиться на мисі, що виступає в Атлантичний океан на південь від устя річки Конго).
Розробка численних нафтових родовищ біля північного узбережжя Анголи одночасно забезпечувала великі обсяги попутного газу, одним з напрямків використання якого визначили теплову електростанцію Сойо. Для неї обрали технологію парогазового комбінованого циклу та передбачили встановлення турбін компанії General Electric: чотирьох газових типу 9Е, які через котли утилізатори живитимуть дві парові. Потужність кожної турбіни становитиме 125 МВт, а загальна потужність станції — 750 МВт.
Фінансування проекту вартістю приблизно 1 млрд доларів США забезпечив державний фонд Strategic Financial Oil Reserve for Basic Infrastructure, а генеральним підрядником виступила китайська China Machinery Engineering Corporation (CMEC).
Роботи почались у 2014-му, а влітку 2017 року вже знаходились в експлуатації дві газові турбіни, які до готовності інфраструктури передачі електроенергії у розташовані південніше райони країни працювали для місцевих потреб з навантаження 22 МВт.
А в грудні 2017-го завершили спорудження газопроводу-перемички довжиною 16 км до розташованого в Сойо заводу Ангола ЗПГ, через яку надходитиме природний газ (на завод він в свою чергу потрапляє з офшорних родовищ через розгалужену газозбірну систему).